# Brenthis daphne
Nacré de la ronce
Espèce
Le Nacré de la ronce ou Daphné (Brenthis daphne) est une espèce de lépidoptères (papillons) appartenant à la famille des Nymphalidae, à la sous-famille des Heliconiinae et au genre Brenthis.

## Description

### Imago
C'est un papillon de taille moyenne de couleur orangée, ornementé de lignes formant des festons marginaux, de deux lignes de points ronds et de traits, tous de couleur marron foncé. Le revers des ailes antérieures est orange clair avec la même ornementation, celui des postérieures possède une base jaune clair, une bande marron clair et une ligne de petits ocelles noirs centrés de blanc. Pas de dimorphisme sexuel.

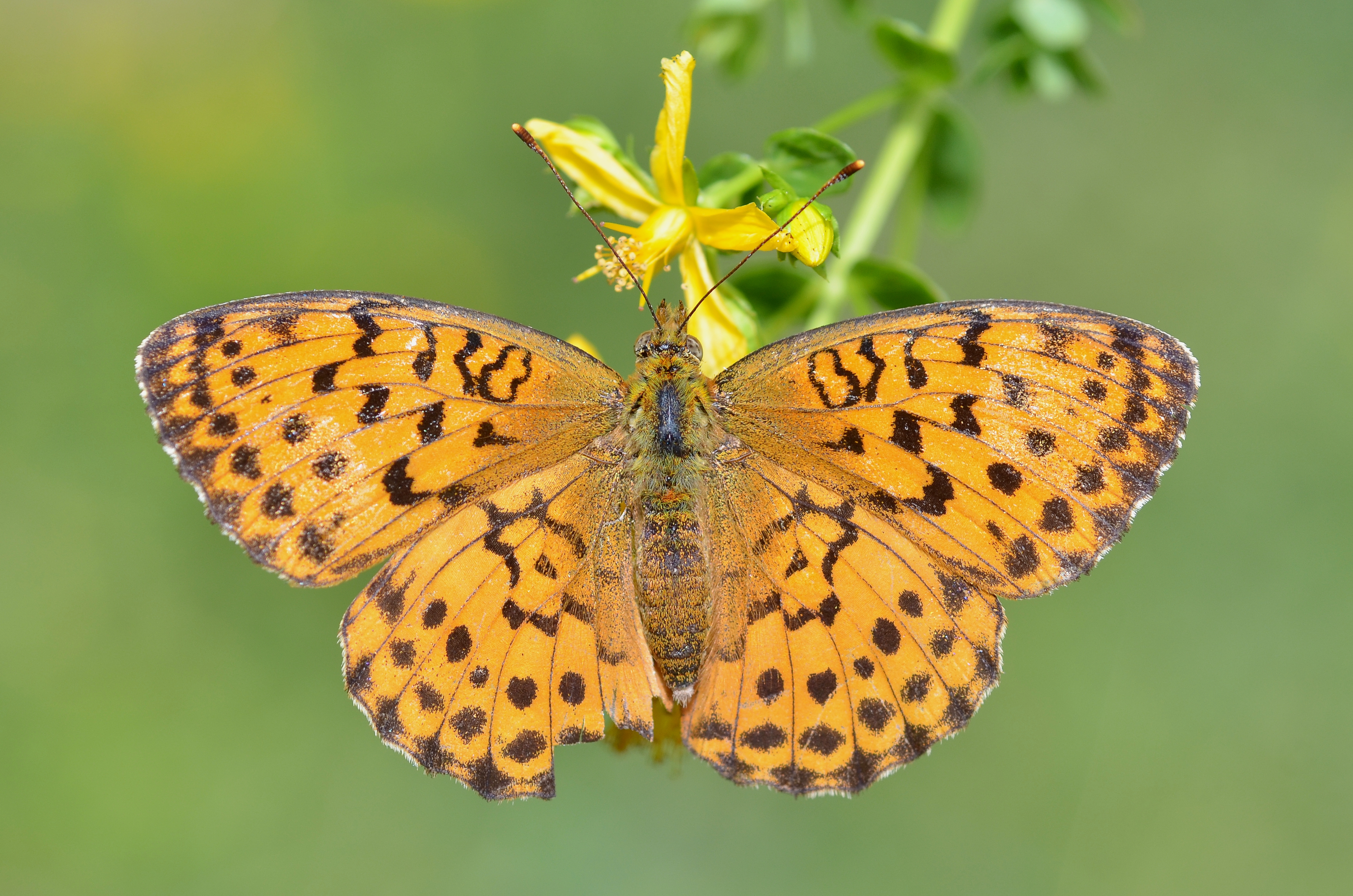
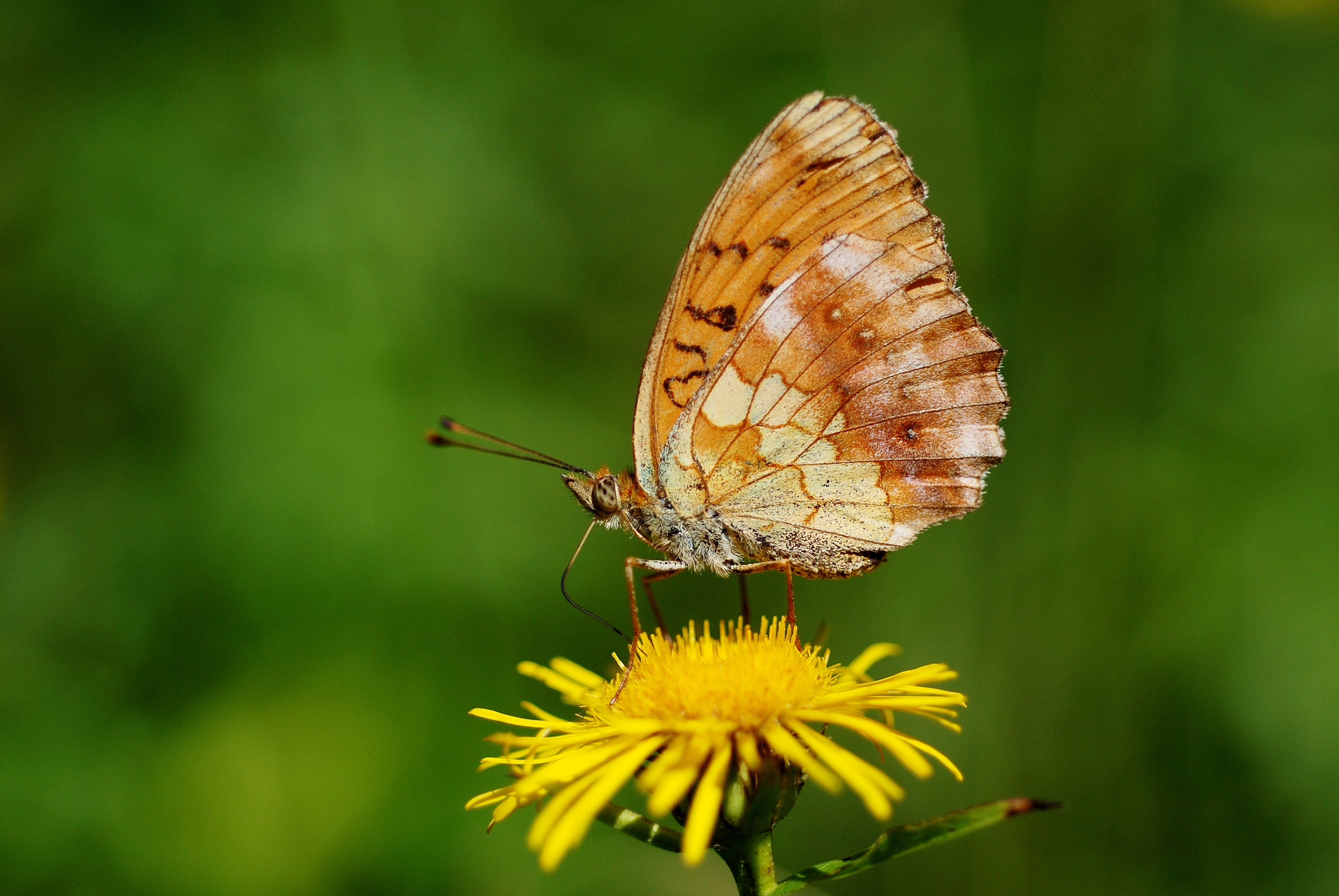
Revers de Brenthis daphne
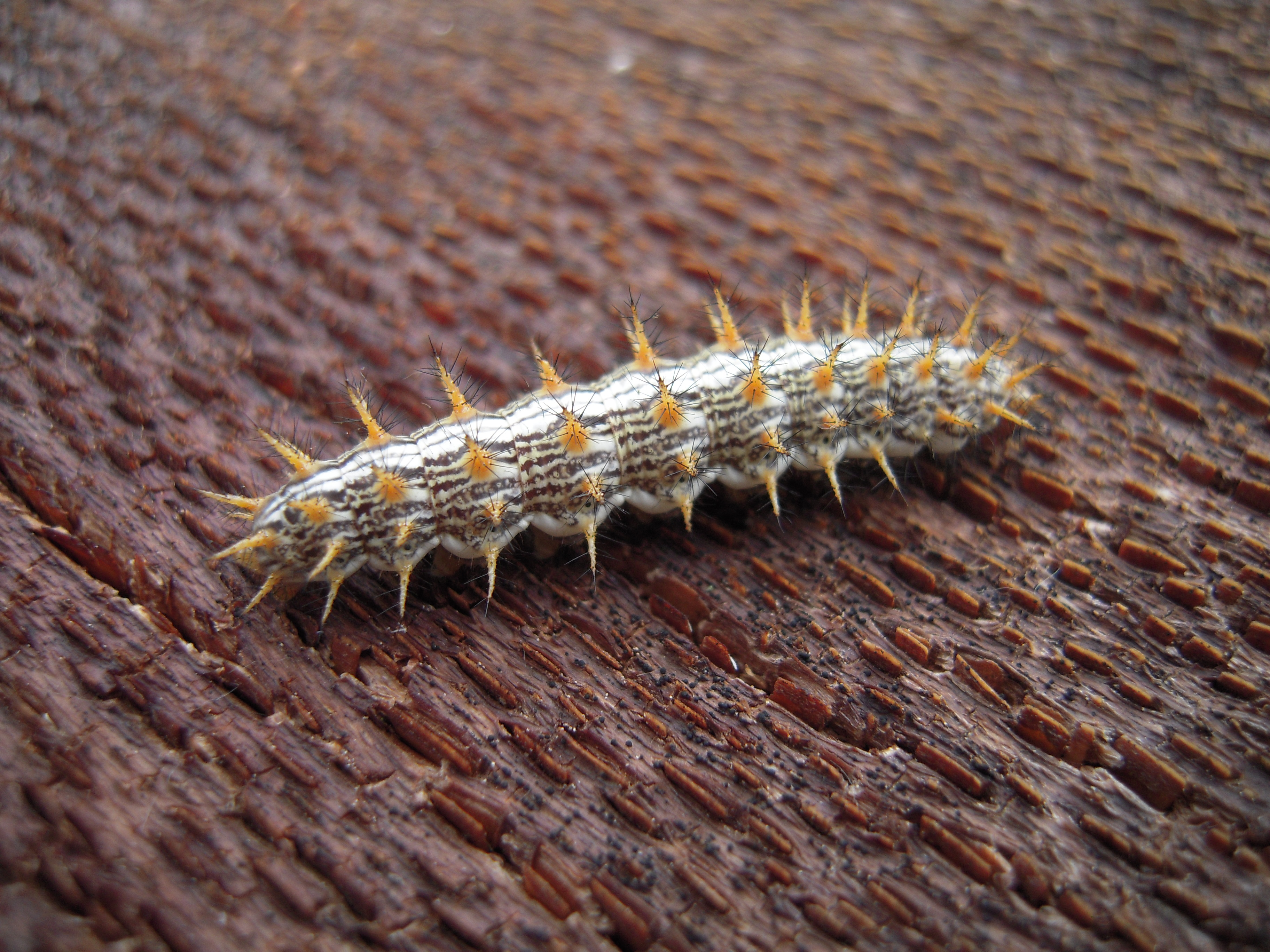
La chenille

### Chenille
Les œufs sont pondus sur le dessus des feuilles de la plante hôte.
La chenille marron clair à larges lignes blanches et ornée de pointes jaunes munies d'épines.

## Biologie

### Période de vol et hivernation
Le Nacré de la ronce vole en une génération entre fin mai et début août.
Il hiverne au stade d'œuf ou de jeune chenille.

### Plantes hôtes
Ses plantes hôtes sont des ronces, Rubus fruticosus et Rubus idaeus et des violettes, Viola.

## Distribution
Il est présent dans le sud de l'Europe en Grèce, Italie, Suisse, sud de la France et nord de l'Espagne, sud de l'Allemagne et de la Pologne, dans les Balkans et en Turquie, Irak, Iran, sud de la Sibérie, Mongolie, Chine et Japon.
En France métropolitaine il est toujours absent du nord-ouest, de la Bretagne, du sud du Midi-Pyrénées mais en grande expansion et présent dans tous les autres départements,. Espèce jusqu'alors réputée localisée et rare dans le Nord-est de la France, on assiste à une progression et une extension de ses populations qui colonisent les milieux forestiers ouverts.

## Écologie
Il réside sur les lieux fleuris, souvent dans les clairières.

## Systématique
L'espèce Brenthis daphne a été décrite par l'entomologiste allemand Johann Andreas Benignus Bergsträsser en 1780, sous le nom initial de Papilio daphne.

### Synonymes
- Papilio daphne Bergsträsser, 1780 Protonyme
- Papilio daphne [Schiffermüller], 1775[6]
- Papilio chloris Esper, 1778[7]

### Noms vernaculaires
- Le Nacré de la ronce, Nacré lilacé, Nacré lilas, Daphné ou Grande violette en français.
- Marbled Fritillary en anglais, Brombeer-Perlmutterfalter en allemand et Laurel en espagnol[8],[9].

### Sous-espèces
- Brenthis daphne daphne dans le centre et le sud de l'Europe.
- Brenthis daphne fumidia (Butler, 1882) présent en Corée.
- Brenthis daphne iwatensis Okano, 1951
- Brenthis daphne ochroleuca (Fruhstorfer, 1906) du Caucase à l'ouest de la Sibérie et en Asie tempérée.
- Brenthis daphne rabdia Butler, 1877 ; présent au Japon[9].

## La Daphné et l'Homme

### Protection
Pas de statut de protection particulier.

## Notes et références

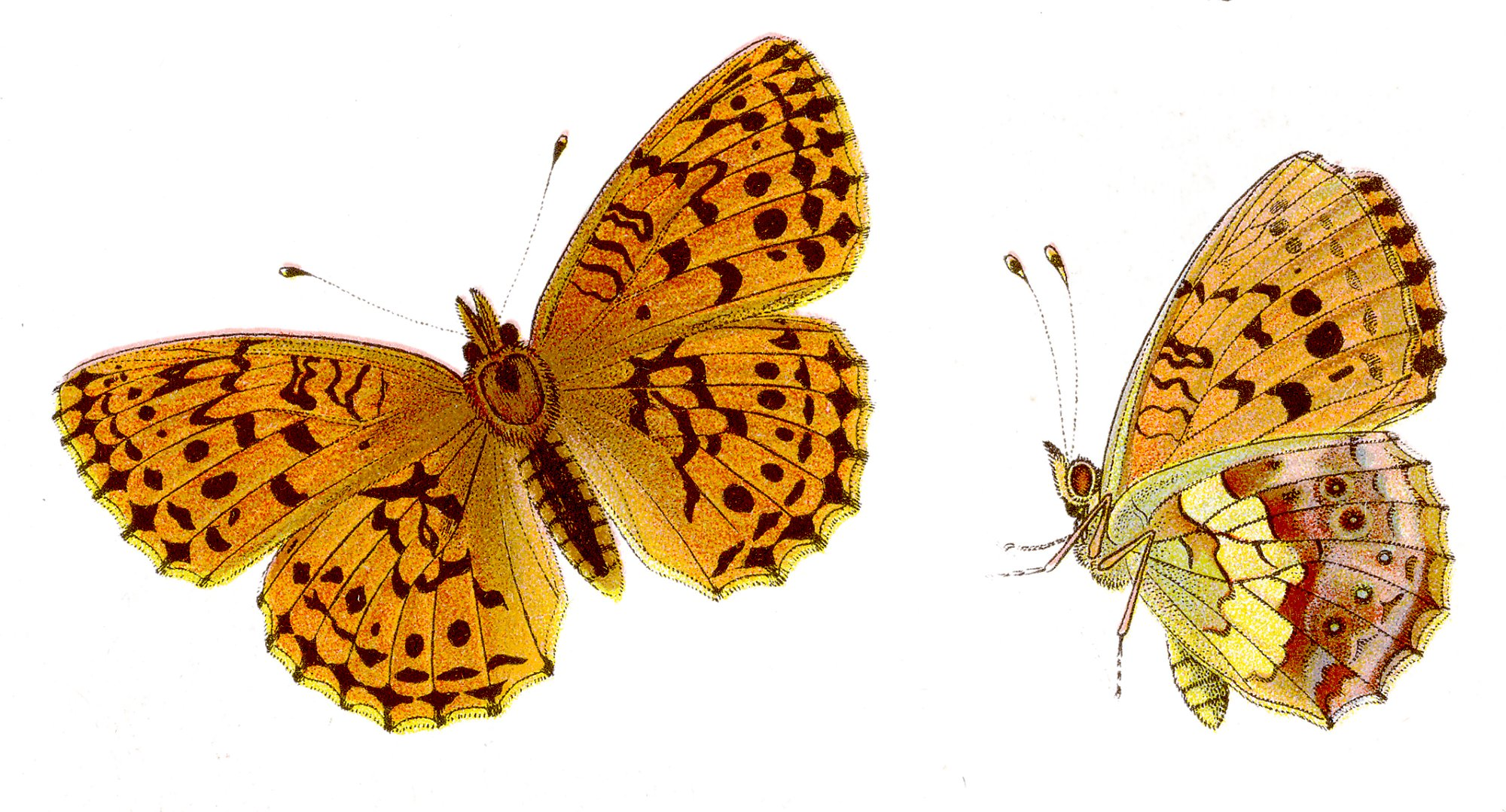
Brenthis daphne par Jacob Hübner